# リフォームステーション
リフォームステーションは、住宅のリフォーム・リノベーションを専門に手掛ける店舗ブランド名である。現在、東京都港区に本社を置く、株式会社G－GROWTHが運営をしている。

## 概要
「リフォームステーション」は、各地の大型商業施設に、リフォーム後の住まい展示を行うショールームスペースと相談カウンターを併設した店舗として展開されたが、現在は神奈川県横浜市の綱島センター1店舗のみが運営されている。ユニークなテレビコマーシャルが2017年10月から2018年11月まで放送されていた。

## 拠点
神奈川県
- 綱島センター／横浜市港北区／トレッサ横浜

## テレビCM
- 2017年10月～「重要な柱」篇／監督：神谷佳成、出演：トクナガクニハル、ほか。
- 2018年5月～「地下室」篇／監督：神谷佳成、出演：トクナガクニハル、ほか。